# Hamma
Hamma es un municipio (baladiyah) de la provincia o valiato de Sétif en Argelia. En abril de 2008 tenía una población censada de 13 223 habitantes.
Se encuentra ubicado al noreste del país, al sur de la costa del mar Mediterráneo y la región de Cabilia, y al sureste de la capital del país, Argel.
Hamma (aldea en Alemania Central)
Hamma también se llama una aldea en Alemania, al cual pertenece desde 2010 a la ciudad de Heringen(Helme) en el Distrito de Nordhausen en el estado de Turingia. Tenía una población de 294 habitantes el 31 de diciembre de 2009. Se encuentra 11 km al sureste de la ciudad de Nordhausen. Las coordenadas son: 51.4289° norte y 10.8056° este (iglesia Sankt Trinitatis). 